# Хунедоара (жудец)
Жуде́ц Хунедоа́ра (рум. Judeţul Hunedoara «Жудэ́цуль Хунэдоа́ра») — румынский жудец в регионе Трансильвания.

## География
На территории жудеца находятся Крепости даков в горах Орэштие, включённые в список Всемирного наследия ЮНЕСКО.

## Население
В 2011 году население жудеца составляло 396 253 человек, плотность населения — 56,10 чел./км². Численность городского населения в 2010 году составляла 132 567 человек (46,08 %), сельского — 155 111 человек (53,92 %). Мужское население в том же году составляло 140 863 человек, женское — 237 888 человек.

## Административное деление
В жудеце находятся 7 муниципиев, 7 городов и 55 коммун.

### Муниципии
- Дева (Deva)
- Хунедоара (Hunedoara)
- Брад (Brad)
- Лупени (Lupeni)
- Орэштие (Orăştie)
- Петрошани (Petroşani)
- Вулкан (Vulcan)

### Города
- Аниноаса (Aninoasa)
- Кэлан (Călan)
- Джоаджу (Geoagiu)
- Хацег (Haţeg)
- Петрила (Petrila)
- Симерия (Simeria)
- Урикани (Uricani)

### Коммуны
- Добра
- Лункою-де-Жос (административный центр — Лункою-де-Жос)
- Рыбица

## Известные уроженцы и жители
- Кришан, Георге (ок. 1733—1785) — один из руководителей Трансильванского крестьянского восстания 1784—1785 годов.
- Паал, Ласло (1846—1879) — венгерский художник-пейзажист и импрессионист.